# ヨハン・フィリップ・クリスティアン・シュルツ
ヨハン・フィリップ・クリスティアン・シュルツ（Johann Philipp Christian Schulz 1773年9月24日 -  1827年1月30日）は、ドイツの作曲家、指揮者。

## 生涯
シュルツはバート・ランゲンザツツァに生まれた。ライプツィヒのトーマス校に通い、かつて合唱指揮者を務め、ゲヴァントハウス管弦楽団のカペルマイスターであったヨハン・ゴットフリート・シヒトなどからは音楽の手ほどきを受けた。1810年から1827年にかけてゲヴァントハウス管弦楽団のカペルマイスターを務めたシュルツは、1825年に同楽団と共に世界初となるベートーヴェンの9つの交響曲サイクルを催している。この試みは1826年にも再度行われた。また、彼は1811年にベートーヴェンのピアノ協奏曲第5番の初演で指揮棒を握っている他、1827年にはメンデルスゾーンの交響曲第1番の初演でも指揮台に上がっている。
作曲家としてのシュルツは序曲、間奏曲、合唱曲、歌曲、ロマンス、行進曲などの作品を遺した。そうした作品には『Die Jungfrau von Orléans』、『Faust』、『Wallenstein』などが挙げられる。また、カンツォネッタ、ホルン伴奏による狩りの歌、民謡への作曲も行っている。
シュルツはライプツィヒで53年の生涯を閉じた。